# Stazione di Kōnandai
La Stazione di Kōnandai (港南台駅?, Kōnandai-eki) è una stazione ferroviaria della città giapponese di Yokohama, nella prefettura di Kanagawa. Si trova nel quartiere di Kōnan-ku ed è servita dalla linea Keihin-Tōhoku, parte della linea Negishi della JR East.

## Linee
- East Japan Railway Company
- ■ Linea Keihin-Tōhoku

## Struttura
La stazione JR di Kōnandai è realizzata in superficie, con un binario a isola centrale servente due binari
| 1 | ■ Linea Keihin-Tōhoku - Negishi |  | per Hongōdai e Ōfuna                        |
| 2 | ■ Linea Keihin-Tōhoku - Negishi |  | per Yokohama, Kawasaki, Tokyo, Ueno e Ōmiya |
| 2 | ■ Linea Yokohama                |  | per Shin-Yokohama, Machida e Hachiōji       |

## Stazioni adiacenti
| «                              | Servizio                       | »                              |
| Linea Keihin-Tōhoku - Kōnandai | Linea Keihin-Tōhoku - Kōnandai | Linea Keihin-Tōhoku - Kōnandai |
| ------------------------------ | ------------------------------ | ------------------------------ |
| Yōkōdai                        | -                              | Hongōdai                       |